# Logofobia
La logofobia può essere definita come la paura ingiustificata delle parole e del loro utilizzo. Con il termine "logofobia" quindi si indica generalmente un insieme di sentimenti, pensieri e comportamenti avversi all'utilizzo di determinate parole, all'oggetto o all'idea definiti da tali parole e, per estensione, a coloro che le impiegano.
Per logofobia si può intendere anche la paura di parlare in pubblico.
Logofobia deriva dal greco logos (discorso) e fobos (paura).

## Conseguenze della logofobia
Le violente reazioni negative all'utilizzo di determinate parole possono talvolta essere evitate grazie a perifrasi che rappresentano sostanzialmente il medesimo pensiero, ma senza citare il termine oggetto di fobia.
Ad esempio, la fobia della parola "dio/divinità" non si manifesta quando vengono utilizzate parafrasi tipo "entità o energia che unisce e compenetra tutto."